# 1967–1970
1967–1970 (auch als Blaues Album bekannt) ist das zweite Kompilationsalbum der britischen Gruppe The Beatles nach deren Trennung, das ausschließlich bis dahin veröffentlichte Aufnahmen beinhaltet. Das Doppelalbum erschien, wie das Album 1962–1966 (auch Rotes Album genannt), am 19. April 1973 in Großbritannien, am 2. April 1973 in den USA und 6. April 1973 in Deutschland.

## Entstehung
Bis zur Veröffentlichung des Roten und Blauen Albums gab es in den USA kein reguläres Best-of-Album der Beatles. In Großbritannien war 1966 A Collection of Beatles Oldies erschienen, aber Pläne von Capitol Records, eine ähnliche Zusammenstellung in den USA auf den Markt zu bringen, wurden in den 1960er Jahren nicht realisiert. Als Anfang der 1970er Jahre in den USA die nicht lizenzierte, vier Alben umfassende und im Fernsehen und Radio beworbene Hit-Zusammenstellung Alpha Omega mit großem Erfolg vertrieben wurde, sahen die Verantwortlichen bei Apple, Capitol Records und ABKCO, einer Firma des Managers der Beatles Allen Klein, einen dringenden Handlungsbedarf. In diesem Zusammenhang kam es im Februar 1973 in den USA zu einem Gerichtsverfahren, in dem George Harrison, Apple Records und Capitol Records gegen die Hersteller dieser Zusammenstellungen klagten.
Das Album enthält eine Auswahl von Songs der Band, die zwischen 1967 und 1970 veröffentlicht wurden. Mit der Zusammenstellung der Lieder wurde Kleins Mitarbeiter Allan Steckler beauftragt, der dies zuvor schon für die 1970 erschienene Kompilation Hey Jude getan hatte. Die Auswahl, die von den Beatles genehmigt wurde, beschränkt sich auf einen Großteil der Singles der Band sowie einige weitere Lieder, die zuvor auf Alben veröffentlicht worden waren. Auf dem Album befinden sich sechs britische sowie acht US-amerikanische Nummer-eins-Hits, darüber hinaus drei weitere US-amerikanische Top-Ten-Hits und drei britische Top-Five-Hits.
Die Veröffentlichung der Alben war die erste der Beatles nach ihrer Trennung im Jahr 1970. Die britischen und die amerikanischen Pressungen unterscheiden sich im Gegensatz zum Roten Album nur gering. Auf dem Blauen Album finden sich vier Kompositionen von Harrison (While My Guitar Gently Weeps, Old Brown Shoe, Here Comes the Sun und Something), ein Lied stammt von Ringo Starr (Octopus’s Garden), die übrigen Lieder wurden von Lennon/McCartney verfasst.
Erstmals wurden auf einem Beatles-Album die Singleversionen der Lieder Get Back und Let It Be veröffentlicht.
John Lennon erwähnte in einem Interview im Dezember 1980, dass er in der Vorbereitungsphase der beiden Doppelalben beteiligt war:

“So I was involved in that respect, in that package making sure that the cover was what I wanted and that the sound was done by George Martin. So I don’t mind that one. Checked the remix after he’d done it, it was as good as you could get out of whatever mono recording we did then.”

„Ich war also in dieser Hinsicht involviert und habe an diesem Paket dafür gesorgt, dass das Cover meinen Vorstellungen entsprach und dass der Sound von George Martin stammte. Also das macht mir nichts aus. Nachdem er den Remix gemacht hatte, überprüfte er ihn und stellte fest, dass er so gut war, wie man es von der Monoaufnahme, die wir damals gemacht hatten, nur herausholen konnte.“

In Spanien wurde bei der Veröffentlichung im Jahr 1973 das Lied The Ballad of John and Yoko durch One After 909 ersetzt.
In der DDR wurde das Blaue Album im Januar 1982 als 14-Titel-Langspielplatte mit zwei verschiedenen Covergestaltungen veröffentlicht. Es war nach The Beatles aus dem Jahr 1965 und A Collection of Beatles Oldies (Veröffentlichung: 1974) das dritte Album der Beatles, das in der DDR veröffentlicht wurde.
Das Blaue Album erreichte Platz 2 der britischen Albumcharts und war insgesamt 137 Wochen von 1973 bis 1993 in den Charts vertreten.
In den USA wurde das Blaue Album bereits zwei Tage vor seiner Veröffentlichung mit einer Goldenen Schallplatte ausgezeichnet, da eine entsprechend hohe Anzahl an Vorbestellungen vorlag. Das Doppelalbum erreichte den ersten Platz der US-amerikanischen Charts, wo es eine Woche verblieb, und war somit dort das 15. Nummer-Eins-Album. Im August 2010 wurde das Album in den USA mit Multi-Platin für 17 Millionen verkaufte Einheiten (8,5 Millionen verkaufte Doppelalben) ausgezeichnet.
In Deutschland erreichte das Album Platz 2 und die Wiederveröffentlichungen auf CD 1993 Platz 17 der deutschen Albumcharts, insgesamt verblieb das Doppelalbum 300 Wochen in den deutschen Charts, davon 85 Wochen in den Top Ten.
In den österreichischen Albumcharts liegt auf den Zeitraum 1973–1979 berechnet das Blaue Album auf Platz 2 der Rangliste.

## Covergestaltung

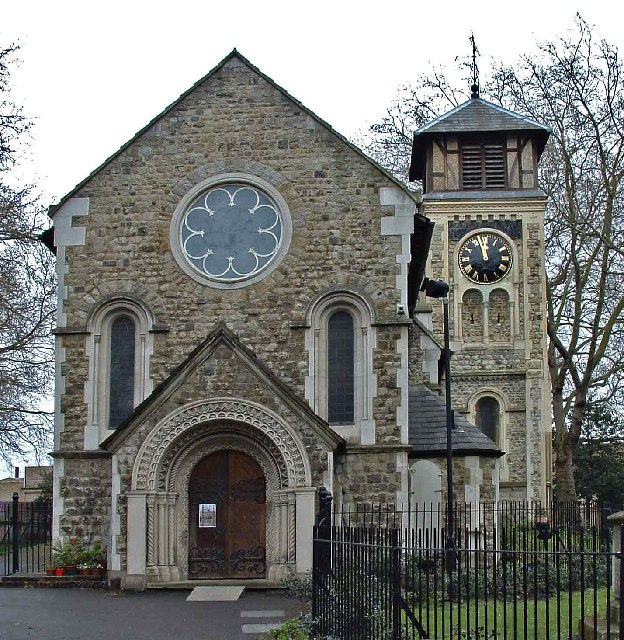
St. Pancras Old Church in London

Für die Gestaltung der Alben engagierte Allan Steckler den Designer Tom Wilkes, der zuvor bereits unter anderem für George Harrison, Neil Young oder Eric Clapton tätig war. Beide Albumcover zeigen auf der Vorderseite ein Foto der Beatles, das sie in vergleichbarer Pose im Treppenhaus ihrer Plattenfirma EMI zeigt. Die Bilder entstanden in einem Zeitabstand von sechs Jahren. Das Rückfoto auf dem Blauen Album entstand am 5. März 1963 und stammte aus der Fotositzung für das Cover der ersten Beatles-LP Please Please Me und ähnelt diesem stark. Das Frontfoto entstand am 13. Mai 1969 und war ursprünglich für das Album Get Back gedacht, das letztlich – mit anderem Cover – als Let It Be veröffentlicht wurde. Beide Bilder stammen von dem Fotografen Angus McBean. Das Schwarzweißfoto auf der Innenseite entstand während des sogenannten „Mad Day Out“-Fototermins am 28. Juli 1968 und stammt vom Fotografen Don McCullin. Es zeigt die Beatles inmitten einer Gruppe von zufällig anwesenden Passanten hinter einem Zaun in der Nähe der St. Pancras Old Church in London.
Die Farbgebung der beiden Alben (rot und blau) geht auf die Trikotfarben zweier Fußballvereine der Heimatstadt der Beatles, dem FC Liverpool (rot) und dem FC Everton (blau), zurück. Das Farbschema wurde auch auf der Innenseite der Klappcover, den Innenhüllen und auf den Labeln der einzelnen Schallplatten konsequent beibehalten.

## Titelliste
| Nr. | Titel                                 | Autor            | Leadgesang | Länge | Erstveröffentlichung                            |
| --- | ------------------------------------- | ---------------- | ---------- | ----- | ----------------------------------------------- |
| 01  | Strawberry Fields Forever             | Lennon/McCartney | Lennon     | 4:10  | Single-A-Seite                                  |
| 02  | Penny Lane                            | Lennon/McCartney | McCartney  | 3:03  | Single-A-Seite                                  |
| 03  | Sgt. Pepper’s Lonely Hearts Club Band | Lennon/McCartney | McCartney  | 2:02  | vom Album Sgt. Pepper’s Lonely Hearts Club Band |
| 04  | With a Little Help from My Friends    | Lennon/McCartney | Starr      | 2:44  | vom Album Sgt. Pepper’s Lonely Hearts Club Band |
| 05  | Lucy in the Sky with Diamonds         | Lennon/McCartney | Lennon     | 3:28  | vom Album Sgt. Pepper’s Lonely Hearts Club Band |
| 06  | A Day in the Life                     | Lennon/McCartney | Lennon     | 5:06  | vom Album Sgt. Pepper’s Lonely Hearts Club Band |
| 07  | All You Need Is Love                  | Lennon/McCartney | Lennon     | 3:48  | Single-A-Seite                                  |

| Nr. | Titel                | Autor            | Leadgesang | Länge | Erstveröffentlichung           |
| --- | -------------------- | ---------------- | ---------- | ----- | ------------------------------ |
| 08  | I Am the Walrus      | Lennon/McCartney | Lennon     | 4:37  | vom Album Magical Mystery Tour |
| 09  | Hello, Goodbye       | Lennon/McCartney | McCartney  | 3:31  | Single-A-Seite                 |
| 10  | The Fool on the Hill | Lennon/McCartney | McCartney  | 3:00  | vom Album Magical Mystery Tour |
| 11  | Magical Mystery Tour | Lennon/McCartney | McCartney  | 2:51  | vom Album Magical Mystery Tour |
| 12  | Lady Madonna         | Lennon/McCartney | McCartney  | 2:17  | Single-A-Seite                 |
| 13  | Hey Jude             | Lennon/McCartney | McCartney  | 7:08  | Single-A-Seite                 |
| 14  | Revolution           | Lennon/McCartney | Lennon     | 3:21  | Single-B-Seite von Hey Jude    |

| Nr. | Titel                        | Autor            | Leadgesang | Länge | Erstveröffentlichung                           |
| --- | ---------------------------- | ---------------- | ---------- | ----- | ---------------------------------------------- |
| 15  | Back in the U.S.S.R.         | Lennon/McCartney | McCartney  | 2:45  | vom Album The Beatles                          |
| 16  | While My Guitar Gently Weeps | Harrison         | Harrison   | 4:45  | vom Album The Beatles                          |
| 17  | Ob-La-Di, Ob-La-Da           | Lennon/McCartney | McCartney  | 3:05  | vom Album The Beatles                          |
| 18  | Get Back                     | Lennon/McCartney | McCartney  | 3:14  | Single-A-Seite                                 |
| 19  | Don’t Let Me Down            | Lennon/McCartney | Lennon     | 3:33  | Single-B-Seite von Get Back                    |
| 20  | The Ballad of John and Yoko  | Lennon/McCartney | Lennon     | 2:59  | Single-A-Seite                                 |
| 21  | Old Brown Shoe               | Harrison         | Harrison   | 3:18  | Single-B-Seite von The Ballad of John and Yoko |

| Nr. | Titel                     | Autor            | Leadgesang | Länge | Erstveröffentlichung           |
| --- | ------------------------- | ---------------- | ---------- | ----- | ------------------------------ |
| 22  | Here Comes the Sun        | Harrison         | Harrison   | 3:05  | vom Album Abbey Road           |
| 23  | Come Together             | Lennon/McCartney | Lennon     | 4:20  | vom Album Abbey Road           |
| 24  | Something                 | Harrison         | Harrison   | 3:03  | vom Album Abbey Road           |
| 25  | Octopus’s Garden          | Starr            | Starr      | 2:51  | vom Album Abbey Road           |
| 26  | Let It Be                 | Lennon/McCartney | McCartney  | 3:52  | Single-A-Seite (Singleversion) |
| 27  | Across the Universe       | Lennon/McCartney | Lennon     | 3:48  | vom Album Let It Be            |
| 28  | The Long and Winding Road | Lennon/McCartney | McCartney  | 3:38  | vom Album Let It Be            |

Titelliste der DDR-Version
Seite 1
1. Strawberry Fields Forever – 4:10
2. Penny Lane – 3:03
3. Sgt. Pepper’s Lonely Hearts Club Band – 2:02
4. With a Little Help from My Friends – 2:44
5. Lucy in the Sky with Diamonds – 3:28
6. Something – 3:03
7. All You Need Is Love – 3:48
8. Here Comes the Sun – 3:05

Seite 2
1. I Am the Walrus – 4:37
2. Hello, Goodbye – 3:31
3. The Fool on the Hill – 3:00
4. Hey Jude – 7:08
5. Lady Madonna – 2:17
6. Let It Be – 3:52

## Verwendete Abmischungen und Unterschiede zwischen den britischen und US-amerikanischen Versionen der Lieder
| Lied                                  | 1973: britische Vinyl-Version                                                                                            | 1973er US-Vinyl-Version | 1993er und 2010er CD-Version |
| ------------------------------------- | --- | --- | --- |
| Strawberry Fields Forever             | 1967 Stereo-Abmischung vom US Stereo-Album Magical Mystery Tour                                                          | 1967 Stereo-Abmischung vom US Stereo-Album Magical Mystery Tour                                                                 | 1971 Stereo-Abmischung vom deutschen Stereo-Album Magical Mystery Tour                                                             |
| Penny Lane                            | 1971 Stereo-Abmischung vom deutschen Stereo-Album Magical Mystery Tour                                                   | 1972 Künstliche Stereo-Abmischung Basis vom US-amerikanischen Mono-Album Magical Mystery Tour                                   | 1971 Stereo-Abmischung vom deutschen Stereo-Album Magical Mystery Tour                                                             |
| Sgt. Pepper’s Lonely Hearts Club Band | 1967 Stereo-Abmischung vom britischen Stereo-Album Sgt. Pepper’s Lonely Hearts Club Band                                 | 1967 Stereo-Abmischung vom britischen Stereo-Album Sgt. Pepper’s Lonely Hearts Club Band                                        | 1967 Stereo-Abmischung mit den Vinyl-Versionen identisch                                                                           |
| With a Little Help from My Friends    | 1967 Stereo-Abmischung vom britischen Stereo-Album Sgt. Pepper’s Lonely Hearts Club Band                                 | 1967 Stereo-Abmischung vom britischen Stereo-Album Sgt. Pepper’s Lonely Hearts Club Band                                        | 1967 Stereo-Abmischung mit den Vinyl-Versionen identisch                                                                           |
| Lucy in the Sky with Diamonds         | 1967 Stereo-Abmischung vom britischen Stereo-Album Sgt. Pepper’s Lonely Hearts Club Band                                 | 1967 Stereo-Abmischung vom britischen Stereo-Album Sgt. Pepper’s Lonely Hearts Club Band                                        | 1967 Stereo-Abmischung mit den Vinyl-Versionen identisch                                                                           |
| A Day in the Life                     | 1967 Stereo-Abmischung vom britischen Stereo-Album Sgt. Pepper’s Lonely Hearts Club Band, britische Editierung am Anfang | 1967 Stereo-Abmischung vom britischen Stereo-Album Sgt. Pepper’s Lonely Hearts Club Band, US-amerikanische Editierung am Anfang | 1967 Stereo-Abmischung mit den Vinyl-Versionen nicht identisch, direkter Einsatz einer akustischen Gitarre ohne Publikumsgeräusche |
| All You Need Is Love                  | 1968 Stereo-Abmischung vom britischen Stereo-Album Yellow Submarine                                                      | 1968 Stereo-Abmischung vom britischen Stereo-Album Yellow Submarine                                                             | 1968 Stereo-Abmischung mit den Vinyl-Versionen identisch                                                                           |
| I Am the Walrus                       | 1967 Stereo-Abmischung von der britischen Stereo-EP Magical Mystery Tour                                                 | 1967 Stereo-Abmischung vom US-amerikanischen Stereo-Album Magical Mystery Tour, gekürzte Version                                | Stereo-Abmischung von der CD Magical Mystery Tour                                                                                  |
| Hello, Goodbye                        | 1967 Stereo-Abmischung von der britischen Stereo-EP Magical Mystery Tour                                                 | 1967 Mono-Abmischung vom US-amerikanischen Mono-Album Magical Mystery Tour                                                      | 1967 Stereo-Abmischung mit der britischen Stereo-EP-Versionen identisch                                                            |
| The Fool on the Hill                  | 1967 Stereo-Abmischung von der britischen Stereo-EP Magical Mystery Tour                                                 | 1967 Stereo-Abmischung vom US-amerikanischen Stereo-Album Magical Mystery Tour mit der britischen Version identisch             | 1967 Stereo-Abmischung mit den Vinyl-Versionen identisch                                                                           |
| Magical Mystery Tour                  | 1967 Stereo-Abmischung von der britischen Stereo-EP Magical Mystery Tour                                                 | 1967 Stereo-Abmischung vom US-amerikanischen Stereo-Album Magical Mystery Tour mit der britischen Version identisch             | 1967 Stereo-Abmischung mit den Vinyl-Versionen identisch                                                                           |
| Lady Madonna                          | 1969 Stereo-Abmischung vom US-amerikanischen Stereo-Album Hey Jude                                                       | 1969 Stereo-Abmischung vom US-amerikanischen Stereo-Album Hey Jude                                                              | 1969 Stereo-Abmischung mit den Vinyl-Versionen identisch                                                                           |
| Hey Jude                              | 1969 Stereo-Abmischung vom US-amerikanischen Stereo-Album Hey Jude                                                       | 1969 Stereo-Abmischung vom US-amerikanischen Stereo-Album Hey Jude, auf 6 min 54 s gekürzte Version                             | 1969 Stereo-Abmischung mit der britischen Vinyl-Versionen identisch                                                                |
| Revolution                            | 1969 Stereo-Abmischung vom US-amerikanischen Stereo-Album Hey Jude                                                       | 1969 Stereo-Abmischung vom US-amerikanischen Stereo-Album Hey Jude                                                              | 1969 Stereo-Abmischung mit den Vinyl-Versionen identisch                                                                           |
| Back in the U.S.S.R.                  | 1968 Stereo-Abmischung vom britischen Stereo-Album The Beatles                                                           | 1968 Stereo-Abmischung vom britischen Stereo-Album The Beatles                                                                  | 1968 Stereo-Abmischung mit den Vinyl-Versionen identisch                                                                           |
| While My Guitar Gently Weeps          | 1968 Stereo-Abmischung vom britischen Stereo-Album The Beatles                                                           | 1968 Stereo-Abmischung vom britischen Stereo-Album The Beatles                                                                  | 1968 Stereo-Abmischung mit den Vinyl-Versionen identisch                                                                           |
| Ob-La-Di, Ob-La-Da                    | 1968 Stereo-Abmischung vom britischen Stereo-Album The Beatles                                                           | 1968 Stereo-Abmischung vom britischen Stereo-Album The Beatles                                                                  | 1968 Stereo-Abmischung mit den Vinyl-Versionen identisch                                                                           |
| Get Back                              | 1969 Stereo-Abmischung von der US-amerikanischen Single                                                                  | 1969 Stereo-Abmischung von der US-amerikanischen Single                                                                         | 1969 Stereo-Abmischung mit den Vinyl-Versionen identisch                                                                           |
| Don’t Let Me Down                     | 1969 Stereo-Abmischung von der US-amerikanischen Single                                                                  | 1969 Stereo-Abmischung von der US-amerikanischen Single                                                                         | 1969 Stereo-Abmischung mit den Vinyl-Versionen identisch                                                                           |
| The Ballad of John and Yoko           | 1969 Stereo-Abmischung vom US-amerikanischen Stereo-Album Hey Jude                                                       | 1969 Stereo-Abmischung vom US-amerikanischen Stereo-Album Hey Jude                                                              | 1969 Stereo-Abmischung mit den Vinyl-Versionen identisch                                                                           |
| Old Brown Shoe                        | 1969 Stereo-Abmischung von der britischen Single                                                                         | 1969 Stereo-Abmischung von der britischen Single                                                                                | 1969 Stereo-Abmischung mit den Vinyl-Versionen identisch                                                                           |
| Here Comes the Sun                    | 1969 Stereo-Abmischung vom britischen Album Abbey Road                                                                   | 1969 Stereo-Abmischung vom britischen Album Abbey Road                                                                          | 1969 Stereo-Abmischung mit den Vinyl-Versionen identisch                                                                           |
| Come Together                         | 1969 Stereo-Abmischung vom britischen Album Abbey Road                                                                   | 1969 Stereo-Abmischung vom britischen Album Abbey Road                                                                          | 1969 Stereo-Abmischung mit den Vinyl-Versionen identisch                                                                           |
| Something                             | 1969 Stereo-Abmischung vom britischen Album Abbey Road                                                                   | 1969 Stereo-Abmischung vom britischen Album Abbey Road                                                                          | 1969 Stereo-Abmischung mit den Vinyl-Versionen identisch                                                                           |
| Octopus’s Garden                      | 1969 Stereo-Abmischung vom britischen Album Abbey Road                                                                   | 1969 Stereo-Abmischung vom britischen Album Abbey Road                                                                          | 1969 Stereo-Abmischung mit den Vinyl-Versionen identisch                                                                           |
| Let It Be                             | 1970 Stereo-Abmischung von der britischen Single                                                                         | 1970 Stereo-Abmischung von der britischen Single                                                                                | 1970 Stereo-Abmischung mit den Vinyl-Versionen identisch                                                                           |
| Across the Universe                   | 1970 Stereo-Abmischung vom britischen Album Let It Be                                                                    | 1970 Stereo-Abmischung vom britischen Album Let It Be                                                                           | 1970 Stereo-Abmischung mit den Vinyl-Versionen identisch                                                                           |
| The Long and Winding Road             | 1970 Stereo-Abmischung vom britischen Album Let It Be                                                                    | 1970 Stereo-Abmischung vom britischen Album Let It Be                                                                           | 1970 Stereo-Abmischung mit den Vinyl-Versionen identisch                                                                           |

## Wiederveröffentlichungen

### 1978 – Farbiges Vinyl
Im August 1978 wurde in den USA und am 30. September 1978 in Großbritannien und Deutschland sowie weiteren Ländern das Album auf blauem Vinyl gepresst, veröffentlicht. In den kommenden Jahrzehnten wurde das Album in mehreren Ländern, erneut auf blauem Vinyl gepresst, veröffentlicht.

### 1993 – Compact Disc
Am 30. September 1993 erschien das Album erstmals auf Compact Disc. Alle Lieder wurden digital überarbeitet und die amerikanischen Abmischungen blieben unberücksichtigt, das heißt, weltweit erschienen die Alben mit identischem Inhalt. Eine Besonderheit auf der CD ist das Lied A Day in the Life, das auf der Vinylversion noch mit einem Fade-in begann und nunmehr mit dem direkten Einsatz einer akustischen Gitarre anfängt.

### 2010 – Remaster
Im Oktober 2010 wurde das Doppelalbum in einem Pappcover erneut veröffentlicht. Es wurde im Jahr 2009 von Sean Magee, Sam Okell, Paul Hicks, Steve Rooke und Guy Massey erneut digital remastert. Das CD-Cover wurde von Drew Lorimer und Darren Evans neu gestaltet. Das 32-seitige CD-Begleitheft enthält neben Fotos, den Liedtexten auch einen Begleittext von Bill Flanagan. Gleichzeitig wurden die beiden Doppelalben in einem Pappschuber veröffentlicht, die Zusammenstellung erreichte separat Platz 29 der deutschen Charts.

### 2010 – Streaming
Die Erstveröffentlichung im Download-Format erfolgte am 16. November 2010 bei iTunes, ab dem 24. Dezember 2015 war das Album auch bei anderen Anbietern und bei Streaming-Diensten verfügbar.

### 2023 – Remix und Erweiterung
Über ein halbes Jahr nach dem 50-jährigen Jubiläum, am 10. November 2023, wurde das Album 1967–1970 als 2023 Edition (‚Ausgabe 2023‘) erneut wiederveröffentlicht. Giles Martin mischte mit dem Toningenieur Sam Okell sechs Lieder des Albums neu ab. Über die Streaming-Dienste sind die Stereo- und Dolby-Atmos-Abmischungen abrufbar. Das 36-seitige CD-Begleitheft enthält neben Fotos und den Liedtexten auch einen Begleittext von John Harris. Die Wiederveröffentlichung enthält neun zusätzliche Lieder (*), inklusive der letzten Beatles-Single Now And Then, die im November 2023 erschien. Somit befindet sich nun auf dem Album ein Lied, das außerhalb des Zeitraums zwischen 1967 und 1970 entstanden ist.
Das Album wurde in vier verschiedenen physischen Formaten veröffentlicht:
Doppel-CD
| CD 1: Remix 2015–2023 1. Strawberry Fields Forever (2015 Mix) 2. Penny Lane (2017 Mix) 3. Sgt. Pepper’s Lonely Hearts Club Band (2017 Mix) 4. With a Little Help from My Friends (2017 Mix) 5. Lucy in the Sky with Diamonds (2017 Mix) 6. Within You Without You (2017 Mix) * 7. A Day in the Life (2017 Mix) 8. All You Need Is Love (2015 Mix) 9. I Am The Walrus (2023 Mix) 10. Hello, Goodbye (2015 Stereo Mix) 11. The Fool on the Hill (2023 Mix) 12. Magical Mystery Tour (2023 Mix) 13. Lady Madonna (2015 Mix) 14. Hey Jude (2015 Mix) 15. Revolution (2023 Mix) | CD 2: Remix 2015–2023 1. Back in the U.S.S.R. (2018 Mix) 2. Dear Prudence (2018 Mix) * 3. While My Guitar Gently Weeps (2018 Mix) 4. Ob-La-Di, Ob-La-Da (2018 Mix) 5. Glass Onion (2018 Mix) * 6. Blackbird (2018 Mix) * 7. Hey Bulldog (2023 Mix) * 8. Get Back (2015 Mix) 9. Don’t Let Me Down (2021 Mix) 10. The Ballad of John and Yoko (2015 Mix) 11. Old Brown Shoe (2023 Mix) 12. Here Comes the Sun (2019 Mix) 13. Come Together (2019 Mix) 14. Something (2019 Mix) 15. Octopus’s Garden (2019 Mix) 16. Oh! Darling (2019 Mix) * 17. I Want You (She’s So Heavy) (2019 Mix) * 18. Let It Be (2021 Mix) 19. Across the Universe (2021 Mix) 20. I Me Mine (2021 Mix) * 21. The Long and Winding Road (2021 Mix) 22. Now And Then * |

Dreifach-LP
Die Reihenfolge der Lieder der Doppel-CD wurden für die Dreifach-LP nicht übernommen, stattdessen wurde die Originalreihenfolge von 1973 beibehalten und die zusätzlichen Lieder wurden auf eine dritte LP separiert.
| Seite 5 1. Now And Then 2. Blackbird (2018 Mix) 3. Dear Prudence (2018 Mix) 4. Glass Onion (2018 Mix) 5. Within You Without You (2017 Mix) | Seite 6 1. Hey Bulldog (2023 Mix) 2. Oh! Darling (2019 Mix) 3. I Me Mine (2021 Mix) 4. I Want You (She’s So Heavy) (2019 Mix) |

4-CD-Slipcased-Set
Die Doppel-CD-Alben 1962–1966 und 1967–1970 in einem Pappschuber.
6-LP-Vinyl-Slipcased-Set
Die Dreifach-LP-Alben 1962–1966 und 1967–1970 in einem Pappschuber.

## Chartplatzierungen des Albums
| Album                                                            | Album     | Datum der Veröffentlichung | Datum der Veröffentlichung | Datum der Veröffentlichung | Beste Charts-Platzierung | Beste Charts-Platzierung | Beste Charts-Platzierung | Label Katalognr.            | Label Katalognr.            | Label Katalognr.            |
| Typ                                                              | Titel     | GB                         | US                         | DE                         | GB                       | US                       | DE                       | GB                          | US                          | DE                          |
| ---------------------------------------------------------------- | --------- | -------------------------- | -------------------------- | -------------------------- | ------------------------ | ------------------------ | ------------------------ | --------------------------- | --------------------------- | --------------------------- |
| Kompilation                                                      | 1967–1970 | 19. Apr. 1973              | 2. Apr. 1973               | 6. Apr. 1973               | 2                        | 1                        | 2                        | Apple PCSP 718              | Apple SKBO 3404             | Apple 1C 188-05309/10       |
| Kompilation CD-Erstveröffentlichung                              | 1967–1970 | Sep. 1993                  | Sep. 1993                  | 20. Sep. 1993              | 4                        | 133                      | 17                       | Apple/EMI CDPCSP 718        | Apple/Capitol CDPCSP 718    | Apple/EMI CDS 7 97039 2     |
| Kompilation Remasterte CD-Wiederveröffentlichung                 | 1967–1970 | 18. Okt. 2010              | 19. Okt. 2010              | 15. Okt. 2010              | 4                        | 29                       | 71                       | Apple/EMI 0674723           | Apple/Capitol 0674723       | Apple/EMI 0674723           |
| Kompilation Neuabgemischte und erweiterte Wiederveröffentlichung | 1967–1970 | 10. Nov. 2023              | 10. Nov. 2023              | 10. Nov. 2023              | 2                        | 15                       | 5                        | Apple/Universal 02455 92095 | Apple/Universal 02455 92095 | Apple/Universal 02455 92095 |

## Promotionveröffentlichung
| Titel                           | Inhalt | Veröff.   | Label Katalognr.   |
| ------------------------------- | --- | --------- | ------------------ |
| The Beatles 1962–1966/1967–1970 | Hello Goodbye / Ticket to Ride / Norwegian Wood (This Bird Has Flown) / In My Life / Help! / The Fool on the Hill | Sep. 1993 | Capitol DPRO-79286 |

## Auszeichnungen für Musikverkäufe
| Land/Region                  | Auszeichnungen für Musikverkäufe (Land/Region, Auszeichnung, Verkäufe) | Verkäufe   |
| ---------------------------- | ---------------------------------------------------------------------- | ---------- |
| Argentinien (CAPIF)          | Platin                                                                 | 60.000     |
| Australien (ARIA)            | 5× Platin                                                              | 350.000    |
| Belgien (BRMA)               | Platin                                                                 | 50.000     |
| Dänemark (IFPI)              | 3× Platin                                                              | 60.000     |
| Deutschland (BVMI)           | 3× Platin                                                              | 1.500.000  |
| Frankreich (SNEP)            | 2× Platin (Original) · + Gold (Remastered)                             | 450.000    |
| Israel (IFPI)                | Gold                                                                   | 20.000     |
| Japan (RIAJ)                 | 2× Platin (Original) · + Gold (Remastered)                             | 500.000    |
| Italien (FIMI)               | Platin                                                                 | 50.000     |
| Kanada (MC)                  | Diamant                                                                | 1.000.000  |
| Neuseeland (RMNZ)            | 4× Platin                                                              | 60.000     |
| Niederlande (NVPI)           | Gold                                                                   | 50.000     |
| Norwegen (IFPI)              | Gold                                                                   | 25.000     |
| Österreich (IFPI)            | 3× Platin                                                              | 150.000    |
| Schweden (IFPI)              | Platin                                                                 | 100.000    |
| Schweiz (IFPI)               | Platin                                                                 | 50.000     |
| Spanien (Promusicae)         | 2× Platin                                                              | 200.000    |
| Vereinigte Staaten (RIAA)    | 17× Platin                                                             | 8.500.000  |
| Vereinigtes Königreich (BPI) | 4× Platin                                                              | 1.200.000  |
| Insgesamt                    | 5× Gold · 40× Platin · 2× Diamant ·                                    | 14.305.000 |

Hauptartikel: The Beatles/Auszeichnungen für Musikverkäufe